# Itajutinga difficilis
Itajutinga difficilis – gatunek chrząszcza z rodziny kózkowatych i podrodziny zgrzypikowych. Jedyny przedstawiciel rodzaju Itajutinga.

## Zasięg występowania
Ameryka Południowa, występuje w Brazylii (stany Goiás, Mato Grosso, Maranhão i São Paulo) oraz w Boliwii (departament Santa Cruz).